# José Miguel Gómez
José Miguel Gómez y Gómez (Sancti Spíritus, 6 de julio de 1858 - Nueva York, 13 de junio de 1921) fue un militar y político cubano, segundo presidente de la República de Cuba de 1909 a 1913, después de terminada la segunda ocupación norteamericana en la isla.

## Orígenes y carrera militar
Nació en Sancti Spíritus, en la provincia de Las Villas, el 6 de julio de 1858. Se incorporó a la guerra de los Diez Años (1868-1878) en 1875, subordinado al entonces coronel Serafín Sánchez y terminó dicha guerra con grado de capitán. 
Para participar en la Guerra Chiquita (1879-1880) se alzó en los primeros días de diciembre de 1879, al frente de un grupo de hombres, con grados de comandante. Después de librar varias acciones en las zonas de Sancti Spíritus y Cabaiguán, capituló ante el enemigo a comienzos de 1880.
Durante la Guerra Necesaria (1895-1898), se alzó nuevamente en armas el 11 de septiembre de 1895 y ya en 1896 se le confirió el grado de Coronel, debido a su desempeño durante la contienda, especialmente durante la toma del pueblo de Arroyo Blanco.
En 1896 obtuvo el grado de general de brigada y en 1898 el de general de división.
Poco antes de terminada la guerra fue designado miembro por la asamblea constituyente de Santa Cruz del Sur para trasladarse a Washington a determinar asuntos con el gobierno norteamericano en nombre de los representantes cubanos.
La comisión ejecutiva de la asamblea en su última sesión celebrada en el Cerro, municipio capitalino de La Habana, el 30 de junio de 1899, acordó conferirle el grado superior de mayor general del Ejército Libertador a propuesta del jefe del departamento occidental.

## Inicios de su carrera política
Durante la ocupación militar del ejército estadounidense, el general John R. Brooke lo nombró gobernador civil de Las Villas, cargo que nuevamente ocupó en 1902 por elección popular. Fungió como gobernador de Las Villas entre 1899 y 1905. 
Formó parte de la asamblea constituyente que redactó la primera Constitución de la República cubana.

## Gobierno
En septiembre de 1908 fue elegido presidente de la República por el Partido Liberal, mandato que desempeñó entre el 28 de enero de 1909 hasta su renuncia, el 20 de mayo de 1913.
Su gobierno estableció la paz en el país, haciéndole frente a los veteranistas un grupo decidido a impedir que antiguos combatientes de la guerra accedieran a cargos administrativos, y al levantamiento del Partido Independiente de Color que lucharon por la igualdad y el reconocimiento de los negros dentro de la nueva sociedad cubana. Este movimiento culminó en el Levantamiento Armado de los Independientes de Color en el cual miles de cubanos de la raza negra se alzaron contra la discriminación social. El gobierno de José Miguel Gómez, mediante la acción del ejército cubano, masacró de 3000 a 5000 rebeldes según diversas fuentes, reportándose solamente 12 bajas de parte del ejército.
Durante su gobierno se creó la Marina Nacional, se mejoraron las condiciones del ejército y se ejecutaron las grandes obras de alcantarillado y pavimentación de La Habana. También se le prestó atención a la comunicaciones y los trabajos sanitarios. También se crearon las Granjas Escuela para garantizar una enseñanza rural y se establecieron las Academias de Arte de Letras y de la Historia, así como el Museo Nacional.
Su gobierno fue muy criticado por algunas concesiones de servicios públicos y de leyes muy discutidas en la época, como la autorización de las peleas de gallos y la lotería nacional, así como por escándalos de corrupción. José Miguel Gómez recibió el mote popular de Tiburón ("cuando se baña salpica"), en alusión a la repartición de cargos públicos entre sus allegados. 
Su mandato generó cierta estabilidad en el quehacer político de la recién nacida república hasta la llegada del general Gerardo Machado, y estableció las bases institucionales para un relativo desarrollo y crecimiento económico. Durante su presidencia se produjo la segunda invasión de la isla por parte de Estados Unidos aunque consiguió el retiro de las tropas, excepto la base de Guantánamo. Fue sucedido por Mario García Menocal.

## Últimos años y muerte

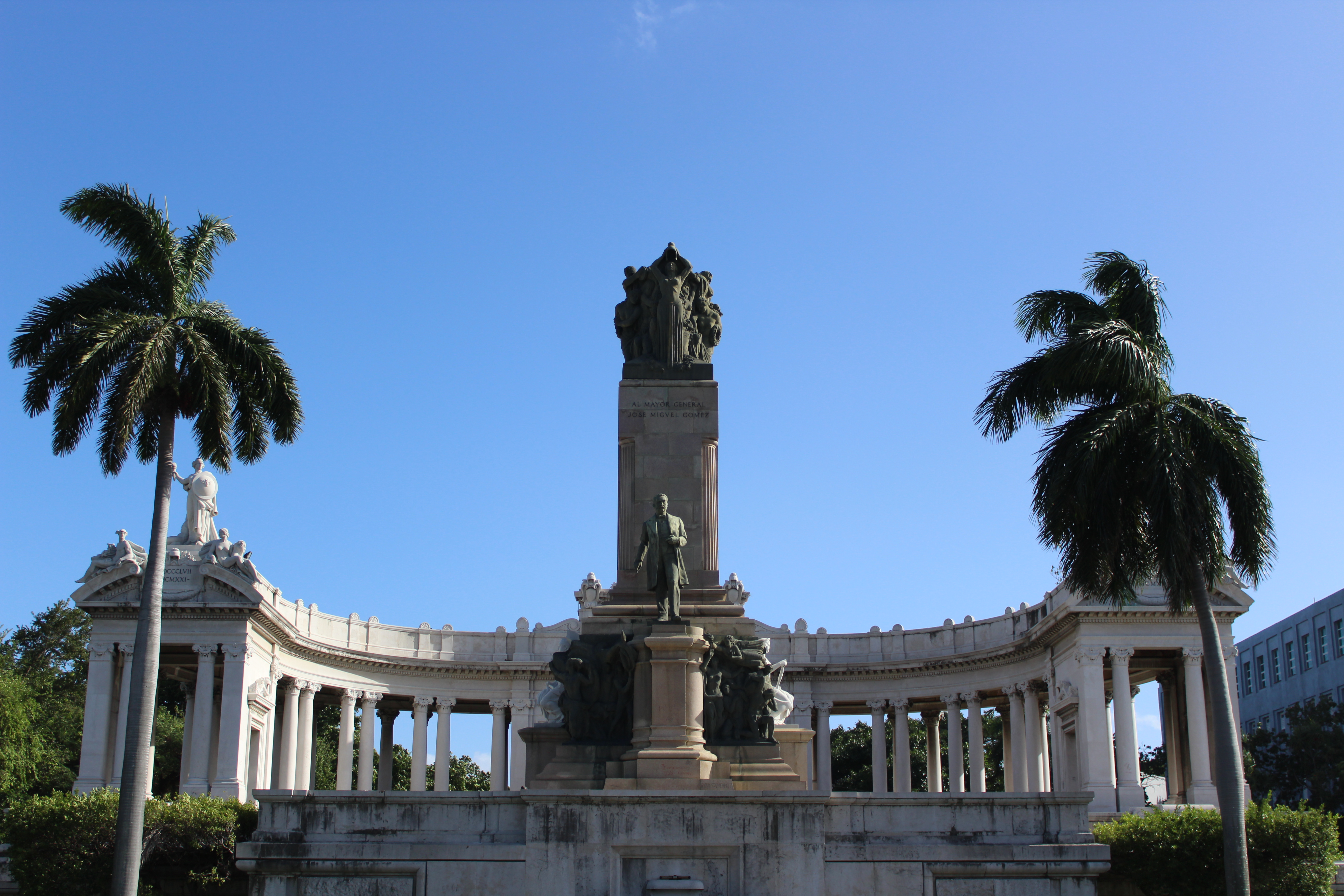
Monumento a José Miguel Gómez en La Habana

En 1917, tras la reelección de Mario García Menocal, Gómez inició un levantamiento militar (Guerra de La Chambelona) que resultó fallido, fue detenido con su hijo Miguel Mariano Gómez, y su escolta el 8 de marzo de 1917 en Caicaje, provincia de Santa Clara (actual Villa Clara). Fue recluido en la prisión del Castillo del Príncipe en La Habana hasta el 24 de septiembre de ese año, que comenzó a cumplir prisión domiciliaria en su Finca América en La Habana. Estuvo un año preso, siendo liberado por la Amnistía del 18 de marzo de 1918 dada por el presidente Menocal. Fue candidato presidencial en las Elecciones generales de Cuba de 1920, pero perdió. Fue obligado a exiliarse en Estados Unidos, donde murió de neumonía el 13 de junio de 1921, en la ciudad de Nueva York. El ejército estadounidense le rindió honores militares y su féretro fue trasladado de regreso a La Habana. En 1936 se erigió en La Habana un monumento en su honor.
| Predecesor: Charles Edward Magoon (administración de los Estados Unidos) | Presidente de la República de Cuba 1909-1913 | Sucesor: Mario García Menocal |